# Francis Nelson
Francis Nelson   (Nova York, 24 de gener de 1910 - Montclair, 9 de març de 1973) va ser un jugador d'hoquei sobre gel estatunidenc que va competir durant les dècades de 1920 i 1930. Estudià a la Universitat Yale.
El 1932 va prendre part en els Jocs Olímpics de Lake Placid, on guanyà la medalla de plata en la competició d'hoquei sobre gel.